# Joseph Borġ

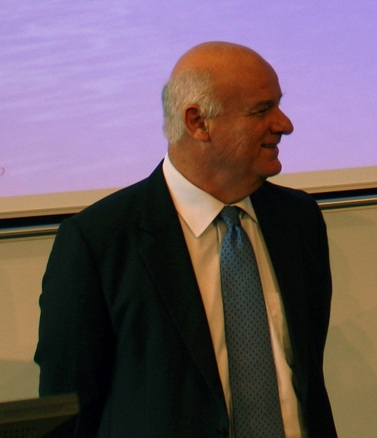
Joseph Borg im Jahr 2010

Joseph Borġ [ˈdʒoʊzɪf bɔɹtʃ] (genannt Joe Borġ) (* 19. März 1952 auf Malta) ist ein maltesischer Politiker. Er gehört der Nationalistischen Partei an und war EU-Kommissar für Fischerei und maritime Angelegenheiten.

## Karriere in Malta
Joseph Borġ wurde 1975 von der Universität Malta zum Doktor der Rechtswissenschaften promoviert. Von 1976 bis 1989 arbeitete er in seinem Beruf, teilweise an der Universität, teilweise in der freien Wirtschaft.
1989 bis 1995 arbeitete er unter anderem in der Stelle für EU-Politik des Außenministeriums, im Wirtschaftsamt und in der maltesischen Zentralbank. 1995 wurde er schließlich ins Repräsentantenhaus Maltas gewählt, in dem er bis 2004 saß. Dabei war er unter anderem von 1996 bis 1998 Schattenminister für Industrie mit Zuständigkeiten für die EU. Von 1998 bis 1999 war er Parlamentarischer Staatssekretär im Außenministerium und Mitglied des Auswärtigen Ausschusses im Parlament. Danach war er bis 2004 Außenminister seines Landes.

## Karriere in der EU
Am 1. Mai 2004 wurde er mit dem EU-Beitritt Maltas EU-Kommissar. Erst war er zusammen mit Poul Nielson Entwicklungskommissar, von November 2004 bis Februar 2010 war er Fischerei- und Meerkommissar. Sein Kabinettschef war der Deutsche Michael Köhler.

## Privates
Joseph Borġ ist verheiratet und hat zwei Kinder.

## Auszeichnungen
- 2006: Elisabeth-Mann-Borgese-Meerespreis